# Глеб Святославич (князь новгородский)
Глеб Святосла́вич (убит 30 мая 1078 года) — князь тмутараканский (1064 и 1066—1068 годы), князь новгородский (1069—1078 годы); старший сын великого князя киевского Святослава Ярославича.

## Биография
Был посажен отцом княжить в Тмутаракани, но в 1064 году был изгнан оттуда двоюродным братом Ростиславом Владимировичем. Вернулся в Тмутаракань с помощью отца, однако вскоре Ростислав вновь изгнал Глеба, который сумел утвердиться на княжении лишь после смерти Ростислава в 1067 году. В 1067 году некоторое время был новгородским князем, однако после вокняжения Всеслава Брячиславича в Киеве вернулся в Тмутаракань, где, по свидетельству надписи на мраморном Тмутараканском камне, в 1068 году измерял по льду расстояние между Тмутараканью и Керчью (это древнейший известный пример проведения топографических и гидрографичесих работ на Руси).
После бегства Всеслава из Киева в Полоцк в 1069 году руководил новгородским ополчением, успешно защищавшим Новгород от войск Всеслава Брячиславича. В 1071 году подавил в Новгороде языческое восстание. Правил в Новгороде до 1073 года до вокняжения в Киеве своего отца Святослава Ярославича, который передал Глебу Переяславское княжество. После смерти отца и прихода к власти Всеволода Ярославича в 1077 году был вновь переведён в Новгород.

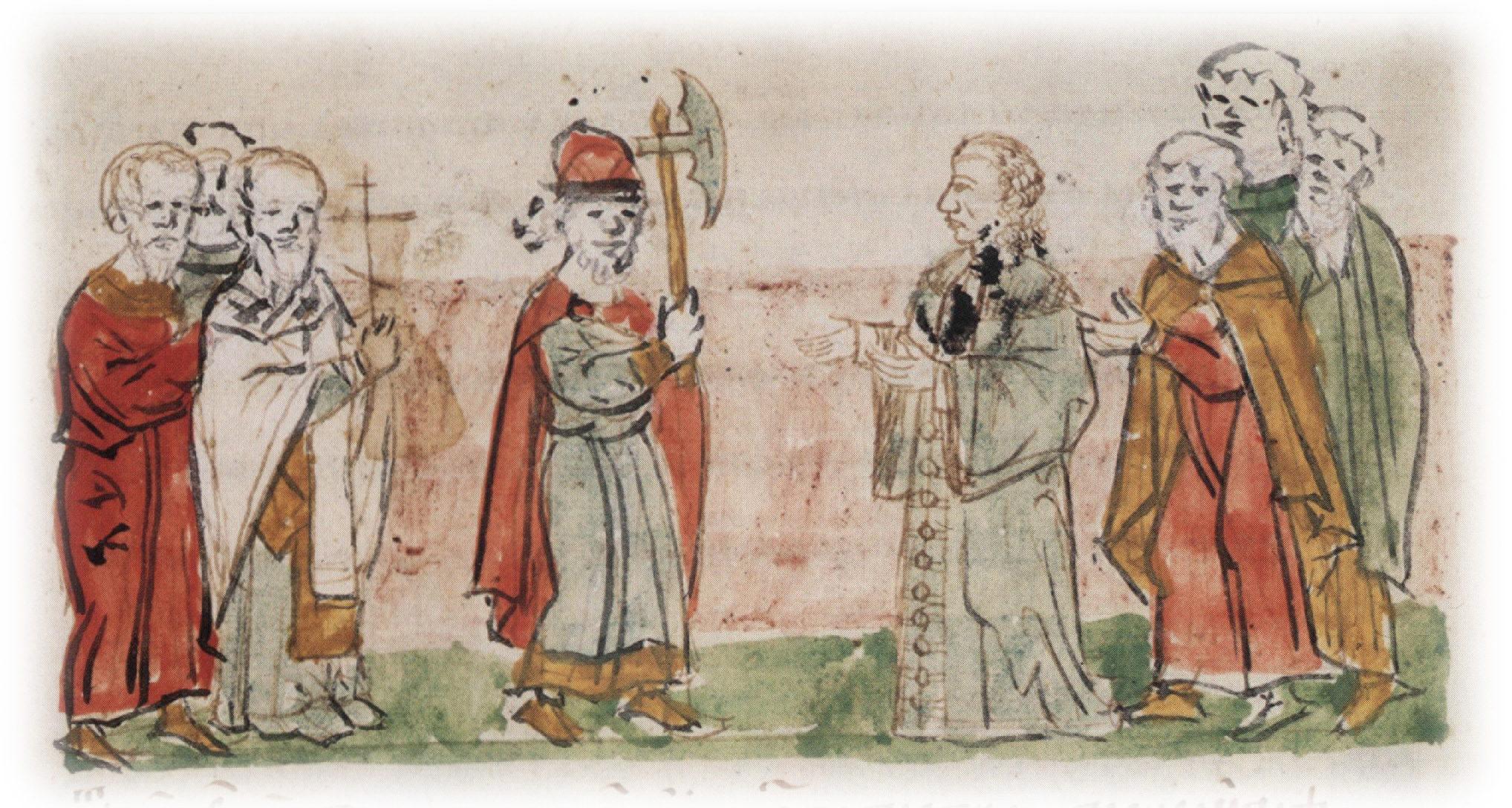
Глеб Святославович убивает волхва. Миниатюра из Радзивиловской летописи, XV век

Около 1071 года при появлении в Новгороде волхвов, призывавших народ к восстанию, по словам летописи, убил главного из них.
Позднее Глеб был изгнан новгородцами. Не получив помощи от других князей, Глеб Святославич бежал за Волок, где был убит чудью заволочской 30 мая 1078 года.
Похоронен 23 июля 1078 года в Чернигове.
Предполагаемые останки князя Глеба (образец VK542) в начале 2020-х годов стали объектом генетических исследований. По ним была определена Y-хромосомная гаплогруппа I2a (I2a1b2a1a-CTS10228>I2a1b2a1a1-Y3120/YP196>I2a1b2a1a1b-Y4460>Y3106>Y91535>Y91535*) и митохондриальная гаплогруппа H5a2a, что не совпало с результатами других предполагаемых древних останков Рюриковичей и ныне живущими представителями династии.

## Тмутараканский камень
- В 1792 году на Таманском полуострове был найден камень с надписью: «В лето 6576 индикта 6 [1068 — Л. В.] Глеб князь мерил море по леду от Тмутороканя до Корчева 14000 сажен».